# Giovanni und Lusanna
Giovanni und Lusanna ist eine mikrohistorische Untersuchung des US-amerikanischen Kunsthistorikers Gene Brucker. Das Buch erschien 1988 und handelt von der Liebesgeschichte zwischen Lusanna und Giovanni im Florenz des 15. Jahrhunderts. Brucker forschte intensiv zu den gesellschaftlichen Verhältnissen während der Renaissance in Florenz. Durch die Geschichte von Giovanni und Lusanna versuchte er einen Einblick in die sozialen Verhältnisse der Zeit zu geben. Das Buch wurde innerhalb der Geschichtsschreibung kontrovers diskutiert.

## Erkenntnisinteresse
Während der Nachforschungen für eine Studie zur toskanischen Kirche im 15. Jahrhundert stieß Gene Brucker auf die Akten des Notars Ser Filippo Mazzei. Die darin verhandelte Beziehung zwischen Giovanni und Lusanna interessierte Brucker. Er sah darin die Möglichkeit, aufgrund zweier Einzelschicksale eine Untersuchung von Menschen und Milieus vorzulegen, welche bislang unerforscht waren. Die detaillierte Untersuchung ungenutzter Gerichtsakten ermöglichte es, laut Brucker, ein lebhaftes Bild der damaligen Welt zu rekonstruieren. Die Fokussierung auf zwei Individuen, hier Giovanni und Lusanna, soll es dem Leser/der Leserin ermöglichen, die florentinische Renaissance unmittelbar und konkret zu erfahren. Der analytischen Geschichtsschreibung fehle oftmals dieser (sinnliche) Aspekt.
Brucker ordnet sich und sein Buch bei der deskriptiven Geschichtsschreibung ein; er steht Historikern und Historikerinnen wie Lawrence Stone, Carlo Ginzburg und Natalie Zemon Davis nahe. Joseph Berrigan zählt Brucker zu den bedeutenden anglo-amerikanischen Mikrohistorikern, mit Schwerpunkt auf die florentinische Renaissance.

## Synopsis
Das Werk ist in fünf Kapitel unterteilt und schließt mit einem Epilog. Brucker zeigt vorerst den Kontext des Falles auf und nimmt eine Auslegeordnung unterschiedlicher individueller Perspektiven auf den Fall von Giovanni und Lusanna vor. In den letzten Kapiteln befasst sich der Autor mit dem juristischen Ablauf des Prozesses und dem sozialen und kulturellen Kontext des 15. Jahrhunderts in Florenz. Als wichtigste Quelle für seine Nachforschungen nennt er die Akten des Notars Ser Filippo Mazzei, welche sich zur Zeit seiner Untersuchungen im Staatsarchiv von Florenz befanden.
Das Werk handelt von einem juristischen Fall, der vor einem kirchlichen Gericht unter dem Vorsitz des Erzbischofs Antoninus und seines Generalvikars Messer Raffaello de’ Primadicis im Jahr 1455 verhandelt wurde. Klägerin war Lusanna di Girolamo, die Witwe von Andrea di Antonio Nucci und Tochter des Handwerkers Maestro Benedetto die Girolamo. Sie klagte den reichen Handelsherrn und Sohn einer bekannten Florentiner Familie wegen Ehebruchs an. Streitigkeiten bezüglich Eheschließungen waren nicht außergewöhnlich in Florenz. Dieser Fall erregte jedoch großes Aufsehen, da sich seine Verhandlung hinzog und äußerst umfangreiches Prozessmaterial produzierte. Zudem waren Zeugen aus verschiedensten sozialen Schichten eingebunden.
Nach dem Tod ihres ersten Mannes heiratete Lusanna im Mai 1453 Giovanni della Casa. Da dieser nicht wollte, dass seine Familie etwas von seiner Hochzeit mit einer Frau aus einer tieferen sozialen Schicht erfuhr, wurde die Ehe in einem geheimen Rahmen geschlossen. Später bestritt Giovanni die Rechtmäßigkeit der Ehe und dass die Heirat stattgefunden habe. Zwei Jahre später (1455) heiratete er Marietta di Cardinale Rucellai, Tochter einer vornehmen Familie in Florenz. Dies führte dazu, dass Lusanna durch ihren Bruder Antonio Anklage gegen den Ehebruch von Giovanni erhob. Im Verlauf dieses Prozesses wurde Lusanna selbst vor dem weltlichen Gericht (Podestà) angeklagt, ihren Ehemann vergiftet zu haben, um Giovanni heiraten zu können, was zu einem Streit darüber führte, welches Gericht den Fall verhandeln solle. Die Auseinandersetzung zwischen kirchlichem und weltlichem Gericht wurde durch die Signoria zu Gunsten des Erzbischofs entschieden. Die Podestà stellte ihre Nachforschungen bezüglich der Mordanklage gegen Lusanna ein.
Der Prozess vor dem kirchlichen Gericht dauerte mehr als vier Monate. Er endete damit, dass der Erzbischof Antoninus Lusanna recht gab. Der Fall wurde jedoch ein zweites Mal aufgerollt. Dieses Mal wurde er in Rom verhandelt. Das dortige Gericht entschied zu Gunsten Giovannis. In den Jahren nach dem Prozess ist von Lusanna in den Akten nichts mehr zu finden. Zu Giovanni finden sich weitere Akten. Sie bezeugen, dass seine Geschäfte Verluste machten und dass er 1480 schließlich starb.
Brucker sieht in Lusanna eine Frau, welche den Mut hatte, die bestehenden gesellschaftlichen Verhältnisse abzulehnen und herauszufordern. Die damaligen sozialen Verhältnisse bezeichnet er als Unterdrückung des weiblichen Geschlechts. Lusanna folgte laut Brucker leidenschaftlich ihrem Herzen und nahm bewusst das Risiko auf sich, in der öffentlichen Wahrnehmung in Schande zu fallen.

### Historischer Kontext des Falles
Das 15. Jahrhundert war gekennzeichnet durch die Renaissance. In dieser Zeit erlangte das Papsttum wieder neue Macht. Durch die ausgeprägte Hierarchie und die ökonomischen Unterschiede innerhalb der Gesellschaft entstand insbesondere in den niederen sozialen Schichten eine zunehmende Unzufriedenheit an der bestehenden Ordnung. So war der soziale Kontext von Giovanni und Lusanna geprägt durch soziale Unruhen. Bis ins 18. Jahrhundert war das politisch-wirtschaftliche Leben in Florenz zudem stark verbunden mit der Familie der Medici.
Die heimliche Hochzeit von Giovanni und Lusanna war für die damalige Zeit unüblich. Charakteristisch waren öffentliche und ritualisierte Hochzeiten mit einem Ehegelöbnis, einem Austausch der Ringe und einem öffentlichen Brautzug durch die Stadt. Ehebruch war in der florentinischen Welt zwar nicht angesehen, fand jedoch des Öfteren statt. Dies zeigt sich untere anderem dadurch, dass uneheliche Kinder in den Urkunden häufig erwähnt sind.

### Rezeption
Im Englischen wurden zahlreiche Rezensionen zu Bruckers Giovanni und Lusanna geschrieben. Dabei sorgte die Studie für Kontroversen unter Historikern. Thomas Kuehn, Professor an der Universität Clemson, der die italienische Renaissance intensiv erforschte und sich ebenfalls mit dem Fall von Giovanni und Lusanna befasste, war ein scharfer Kritiker Bruckers. Er machte geltend, dass aufgrund von Gerichtsakten keine Untersuchung zu Sozial- und Kulturgeschichte einer Stadt geschrieben werden könne. Gerade für einen komplexen Fall wie den von Giovanni und Lusanna müsse eine breitere Spannbreite an Texten und zusätzlichen Fällen herangezogen werden. Ein juristischer Prozess hat laut Kuehn einen starken Einfluss auf die Zeugenaussagen. Das sei bei einer quellenkritischen Analyse von Gerichtsakten zu berücksichtigen. Brucker hätte das nicht geleistet, so Kuehn. In Giovanni und Lusanna wurde laut Kuehn zu wenig auf die Gründe des Entstehens dieses Falls eingegangen. Brucker frage sich weder wieso der Fall überhaupt entstand, noch wieso Antonio, der Bruder von Lusanna, ein so großes Interesse an ihrem Fall hatte. Während Brucker die Liebe von Lusanna für Giovanni als Grund sieht, verweist Kuehn auf eine Kultur der Vergeltung, da Florenz als Ort streitsüchtiger Familien und entsprechender Fehden bekannt war. Kuehn meinte, aufgrund der Aktenlage dieses Falles ließen sich in erster Linie Schlüsse über Beschaffenheit, Normen und Praktiken eines Gerichtsprozesses ziehen. Aussagen über die städtische Gesellschaft könnten daraus jedoch nicht abgeleitet werden.
Ähnlich wie Kuehn war der Historiker Anthony Molho der Meinung, dass Brucker in seinem Werk die Elemente einer Situation zu wenig genau untersuchte. Brucker habe, so Molho, die juristischen Akten nur oberflächlich behandelt und insbesondere jene Elemente vernachlässigt, welche den Unterschied zwischen einer vormodernen und einer modernen Kultur aufzeigen würden.
Demgegenüber sah Guido Ruggiero, Professor der Universität von Miami, Brucker als begabten Mikrohistoriker, welcher äußerst versiert mit den Akten, welche dem Fall zugrunde liegen, umgegangen sei und mit dem kulturellen und politischen Kontext des Falls bestens vertraut sei. Für Ruggiero gab Brucker einen profunden Einblick in das Verhältnis zwischen Staat und Kirche. Zudem besäße Brucker die Fähigkeit, mit seinem Werk ein breites Publikum anzusprechen, was der Geschichtswissenschaft förderlich sei.
Der Meinung von Kuehn widersprechen auch Sigurður Gylfi Magnússon und István Szijártó. Wenn juristische Dokumente nicht für die Rekonstruktion eines Falles ausreichen, und diese nicht für die Rekonstruktion sozialer Wirklichkeit herangezogen werden können, wie Kuehn postuliert, dann wäre laut Magnússon und Szijártó Mikrogeschichte als solche nicht möglich.
Otto Ulbricht skizzierte zum Thema der Quellenlage ein differenzierteres Bild. Er ist ebenfalls der Meinung, dass auch bei geringer Quellenlage Erkenntnisse zu gesamtgesellschaftlichen Fragen (oder zu spezifischen Themen) gewonnen werden können. Wichtig dabei sei der offene und kritische Umgang mit den Quellen – gerade auch was die Grenzen der Aussagemöglichkeiten und die wissenschaftstheoretische Herangehensweise anbelange. Beides müsse reflektiert und ausgewiesen werden. Daran allerdings mangle es, nach Ulbricht, bei Bruckers Werk. Brucker sei „ein Experte für florentinische Geschichte, dem es in erster Linie darum ging, eine kleine, spannende Geschichte zu erzählen […], aber Mikrogeschichte ist es nicht“. Brucker habe sich nur auf die Narration konzentriert und dabei «alle mikrogeschichtlichen Ambitionen fallengelassen». so Ulbricht.
Lauro Martines wiederum, ein ehemaliger Professor für europäische Geschichte an der Universität von Kalifornien, lobte die Forschung von Brucker als ein «Juwel». Für ihn ist das Buch ein gelungenes Wagnis und ein positives Beispiel einer erzählerischen Geschichtsschreibung.
Auch Elizabeth B. Welles äußert sich weitgehend positiv über das Werk. So lobt sie die Zuschauerposition, die der Leser aufgrund der Erzählweise einnimmt und die „einzigartige Würze des Lebens, so wie es tatsächlich gelebt wurde.“ Sie kritisiert hingegen die Abwesenheit von ausführenden Fußnoten als Ärgernis. So müsse ein Durchschnittsleser, der nicht über Bruckers Hintergrundwissen verfügt, einen unverhältnismäßigen Zusatzaufwand betreiben, um aus dem Vollen zu schöpfen.

## Ausgabe
- Im Deutschen: Giovanni und Lusanna – Die Geschichte einer Liebe im Florenz der Renaissance. Rowohlt Taschenbuch Verlag, Reinbek bei Hamburg 1988, ISBN 3-499-55466-6.
- Im Englischen: Giovanni and Lusanna : love and marriage in Renaissance Florence. University of California Press, Berkeley 1986, ISBN 0-520-05655-8.